# Премия имени Микаэля Агриколы
Премия имени Микаэля Агриколы (фин. Mikael Agricola -palkinto, швед. Mikael Agricola-priset) — литературная премия Финляндии, вручаемая ежегодно за перевод значимого художественного текста на финский язык.
Союз переводчиков Финляндии SKTL вручает премию совместно с Литературным фондом. Размер премии составляет 10 тысяч евро.

## История
Премия была учреждена в 1957 году, в юбилейный год 400-летия со дня кончины создателя финского литературного языка Микаэля Агриколы. Денежная часть премии составляет 10 тысяч евро (часть выплачивается Литературным фондом Финляндии). Кроме того, лауреату вручается статуэтка «Talonpoika» скульптора Бена Ренвалла.
Вручение премии происходит 9 апреля и приурочено ко дню Микаэля Агриколы («День финского языка»).